# Allee Willis
Allee Willis   (Detroit, 10 de novembre de 1947 - Los Angeles, 24 de desembre de 2019) va ser una compositora estatunidenca. És coneguda per la cançó "I'll Be There for You", que va ser utilitzada com a sintonia per a la sèrie de televisió Friends i que li va valer una nominació a un Premi Emmy. També va guanyar dos premis Grammy per a la banda sonora de Beverly Hills Cop i pel musical El color púrpura, que també va ser nominat a un Premi Tony.
Willis va co-escriure també altres èxits com September o Boogie Wonderland, del grup Earth, Wind & Fire i forma part del Saló de la Fama dels Compositors des del 2018.